# カリガライン

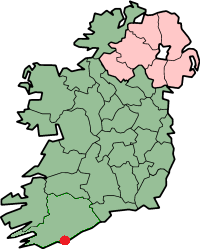
カリガラインの位置

カリガライン（Carrigaline）は、アイルランド南部にある町で、コーク県で2番目に人口の多い町である。

## 概要
オウェナブエ川の河口に位置し、近辺は石灰岩地帯の渓谷である。町の東部はコーク湾に面している。1970年代に人口が爆発的に増えたため、大規模な団地が存在する。アイルランドにおける「陶器の街」として知られる。近くにコーク空港があり、交通の面では優れており、市内にコーク・ホテルがあり、旧市街などの資源を活かした観光業も行われている。コーク市の衛星都市としての役割も果たしている。地元住民に愛称としてこの街は「The vilege」とよばれている。

## 歴史
カリガライン村は17世紀頃に開拓が進み、古くは農業で栄えた。19世紀にはトウモロコシや亜麻の栽培が推奨され、製粉所の発展が促進され、陶器の生産が盛んとなった。
地名のカリガラインは、アイルランド語で「ライオンの岩」という意味である。ライオンはノーマン家を意味する。旧市街の中心に大きな岩があり、その岩の上に教会を構築し、ノーマン家によってその隣にカリガライン城が建つ。この頃は、キリスト教徒の入植地であり、ヴァイキングに襲来が絶えなかったため、ノーマンによる城の建設は村の防衛に大きな意義があった。そのため、村を守ったノーマン家を「ライオン」と称え、旧市街にあったその岩を「ライオンの岩」と呼ぶようになり、この岩の名が村の名前の由来となった。
しかし、後にカリガライン城の没落により、この岩の周りの市街は衰退し、カリガライン村の中心市街は徐々にオウェナブエ川の辺りに移動する。このときに新たに道路建設が行われるなど、カリガライン村はより一層の発展を遂げる。また、岩の上にあった教会は川の北側に移される。
その後、町制を布いた町は緩やかに経済発展を続け、陶器の生産も続き、工業団地ができるなど、村から工業の街への特色が強まっていった。

## 姉妹都市
- ギデル（フランス語版）、フランス